# Amelia Gayle
Amelia Gayle, più nota come Amelia Gayle Gorgas (Greensboro, 1º giugno 1826 – Tuscaloosa, 3 gennaio 1913), è stata una bibliotecaria statunitense, per 25 anni insegnante e bibliotecaria dell'Università dell'Alabama, ampliò notevolmente la biblioteca universitaria che peraltro è intitolata a lei.

## Biografia

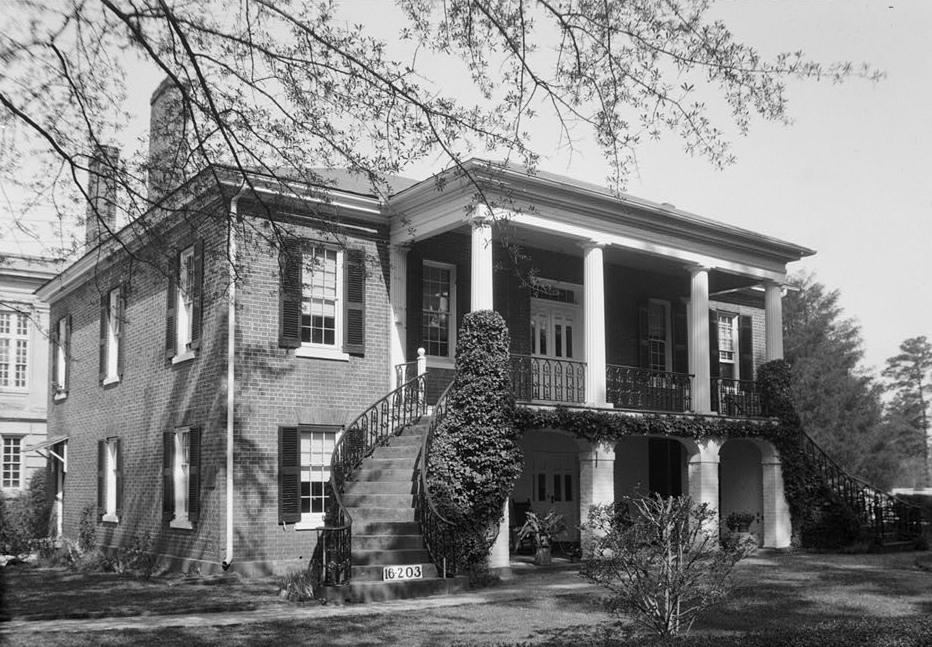
Gorgas House (fotografia del 1934)

Figlia del giurista John Gayle, che nel corso della sua vita fu anche governatore dell'Alabama, e di sua moglie Sarah Ann Haynesworth, Amelia Gayle si laureò con lode al Columbia Institute del Tennessee. Accompagnò il padre a Washington quando venne eletto deputato per il Partito Democratico al Congresso degli Stati Uniti d'America; in quel periodo ebbe modo di frequentare John Calhoun, Henry Clay e il presidente Polk. Fu una delle due donne che il 4 luglio 1848 posero la prima pietra per il monumento di George Washington. Nel 1853 sposò Josiah Gorgas, ufficiale di artiglieria nell'esercito degli Stati Uniti. La coppia ebbe sei figli, il primogenito dei quali (William, 1854–1920) fu il generale medico dell'esercito degli Stati Uniti che contribuì maggiormente, grazie all'introduzione di misure di disinfestazione e lotta alle zanzare, all'igiene pubblica in America centrale particolarmente nella zona del Canale di Panama e a Cuba. L'influenza di Amelia Gayle sul marito fu tale che Josiah Gorgas, sebbene fosse nato in Pennsylvania (uno stato del Nord degli USA), aderì alla Confederazione durante la Guerra di secessione americana dando un enorme contributo come responsabile della produzione degli armamenti.
Nel 1878 Josiah Gorgas fu eletto presidente dell'Università dell'Alabama, ma si dovette dimettere l'anno successivo per motivi di salute. Amelia Gayle continuò di fatto l'attività del marito e per 25 anni. Come scrive lo storico James B. Sellers "Amelia Gayle Gorgas was, perhaps, the first woman to set the imprint of her personality on the growing University".  Diresse inoltre la biblioteca dell'Università dell'Alabama che ampliò da 6000 a 20000 volumi. L'amministrazione dell'Università offrì alla famiglia un'abitazione diventata nel 1944 un museo dedicato alla famiglia Gorgas noto come «Gorgas House». La biblioteca dell'Università dell'Alabama è ancora adesso intitolata a lei.